# أسماك السلور المتنفسة للهواء
أسماك السلور المتنفسة للهواء أو (القراميط المتنفسة للهواء) هي أسماك تشكل فصيلة «السلورأو القرموط» تسمى علميا بـ Clariidae من رتبة السلوريات تسمى علميا بـ Siluriformes. وهناك حوالي 14 جنسًا و100 نوع من فصيلة clariids. وجميع الانواع التي تنتمي لفصيلة clariids هي أنواع ماء عذب.

## التوزيع
على الرغم من أن الفصيلة clariids توجد في سوريا وجنوب تركيا ومناطق كبيرة من جنوب شرق آسيا، فإنها تتنوع بشكل أكبر في أفريقيا.

## الوصف
تتميز أسماك السلور من فصيلة Clariid بجسد مطول، وبوجود أربعة برابل وزعانف ظهرية وشرجية كبيرة، ولا سيما بالوجود الناشئ للعضو الخيشومي الأعلى، الذي يتشكل من هياكل شبيهة بالشجرة من أقواس الخيشومين الثاني والرابع. هذا العضو الخيشومي الأعلي، أو العضو التيهي، يعطي لبعض الأنواع القدرة على التحرك لمسافات قصيرة على سطح الأرض («قرموط الكلاريس»).
تكون قاعدة الزعنفة الظهرية شديدة الطول وغير مسبوقة بعمود فقري للزعنفة. وقد تكون أو لا تكون الزعنفة الظهرية متواصلة مع الزعنفة الزيلية، والتي تكون دائرية الشكل. ولا توجد الزعانف الصدرية والحوضية عند بعض الأنواع المختلفة. ولبعض الأسماك أعين صغيرة وزعانف صدرية وحوضية مصغرة أو غير موجودة على الإطلاق، ليتلاءم ذلك مع أسلوب حياة تنقيبي. وبعض الأنواع عمياء.
وتضم فصيلة clariidae مجموعة من أشكال الجسد تتراوح بين المغزلية (تشبه الـطربيد) إلى الشكل الأنغويلي (تشبه ثعبان البحر). وكلما أصبحت الأنواع أكثر شبهًا بثعبان البحر، تمت ملاحظة مجموعة كاملة من التغيرات الصرفية (morphological changes)، مثل الزعنفة الدهنية، والتقلص في أو فقدان الزعانف الفردية المتصلة، والحد من زعانف المقترنة، والتقلص في العينين، والتقلص في عظام الجمجمة، وتضخم عضلات الفك.

## التصنيف
يعتبر بعض الأشخاص أن Heteropneustidae التي تضم جنس Heteropneustes هي فصيلة منفردة، والبعض الآخر يعتبرها فصيلة فرعية. وباعتبار أن Heteropneustidae وClariidae فصيلتان مختلفتان، قام بحث علمي حديث بجمع هاتين الفصيلتين في فصيلة عليا واحدة سميت Clarioidea. والعلاقات بين فصيلة clarioids والفصائل الأخرى تبقى غير مؤكدة.

## العلاقة بالبشر

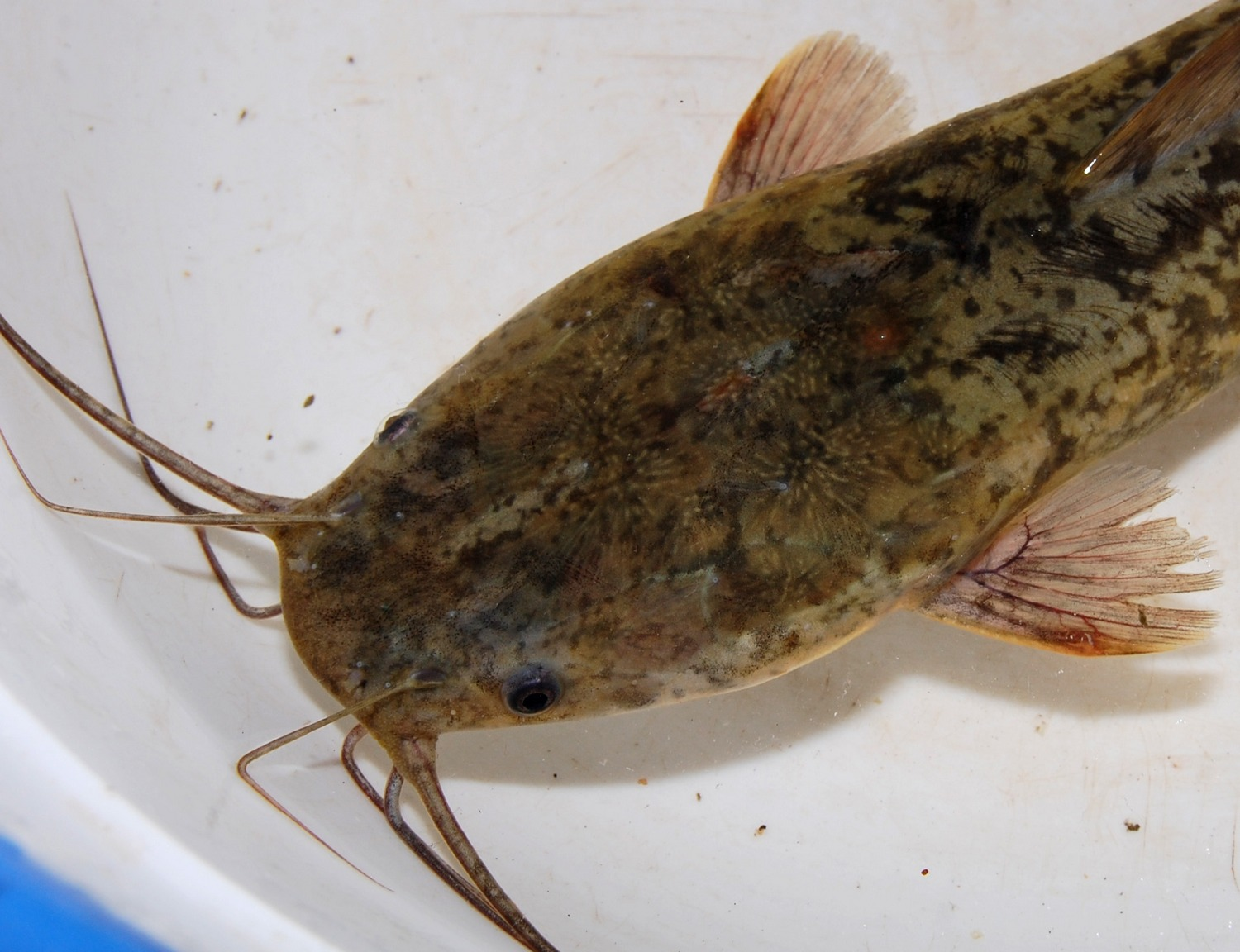
سلور من اندونيسيا

يشكل العديد من فصيلة clariids جزءًا كبيرًا من المزارع الحرفية للأسماك. ومعروف أن سلور أفريقي هي واحدة من أكثر الأنواع الواعدة الصالحة للزراعة المائية في إفريقيا.
وقد سمحت قدرة هذه الأسماك على تنفس الهواء لبعض الأسماك مثل قرموط الكلاريس بأن تكون نوعا مجتاحا في فلوريدا.